# Турнір претендентів 2022
Турнір претендентів 2022 (англ. Candidates Tournament 2022) — це шаховий турнір за право зіграти в матчі за звання чемпіона світу із шахів 2023. Змагання проходило в Мадриді з 16 червня до 5 липня 2022 року. 
Турнір пройшов у два кола з такими вісьмома учасниками: Ян Непомнящий, Теймур Раджабов, Ян-Кшиштоф Дуда, Аліреза Фіруджа, Фабіано Каруана, Хікару Накамура, Ріхард Раппорт та Дін Ліжень. Сергій Карякін спочатку кваліфікувався, проте був дискваліфікований комісією з етики ФІДЕ за підтримку російського вторгнення в Україну; місце перейшло до Діна Ліженя, гравця з найвищим рейтингом ФІДЕ на травень 2022 року серед тих, хто ще не здобув право грати в турнірі.
Непомнящий переміг у турнірі, не маючи жодної поразки на рахунку. Він мав би зіграти з чемпіоном Магнусом Карлсеном, але оскільки той вирішив не захищати титул, Непомнящий зіграє з другим місцем — Діном.

## Учасники
| Метод кваліфікації                                       | Гравець                                      | Вік          | Рейтинг      | Місце в рейтингу |
| Метод кваліфікації                                       | Гравець                                      | Червень 2022 | Червень 2022 | Червень 2022     |
| -------------------------------------------------------- | -------------------------------------------- | ------------ | ------------ | ---------------- |
| Віце-чемпіон світу 2021 року                             | Ян Непомнящий                                | 31           | 2766         | 7                |
| Номінант ФІДЕ                                            | Теймур Раджабов                              | 35           | 2753         | 13               |
| Фіналісти кубку світу із шахів 2021                      | Ян-Кшиштоф Дуда (переможець)                 | 24           | 2750         | 16               |
| Фіналісти кубку світу із шахів 2021                      | Сергій Карякін (фіналіст) (дискваліфіковано) | 32           | 2747         | 17               |
| Два найкращих результати у турнірі Grand Swiss ФІДЕ 2021 | Аліреза Фіруджа (переможець)                 | 19           | 2793         | 3                |
| Два найкращих результати у турнірі Grand Swiss ФІДЕ 2021 | Фабіано Каруана (друге місце)                | 29           | 2783         | 4                |
| Два найкращих результати у Гран-прі ФІДЕ 2022            | Хікару Накамура (переможець)                 | 34           | 2760         | 11               |
| Два найкращих результати у Гран-прі ФІДЕ 2022            | Ріхард Раппорт (друге місце)                 | 26           | 2764         | 8                |
| Найвищий рейтинг ФІДЕ на травень 2022                    | Дін Ліжень (замість Карякіна)                | 29           | 2806         | 2                |

1. 1 2  Гравці з Росії грають під прапором ФІДЕ, оскільки російські та білоруські прапори заборонено на заходах з рейтингами ФІДЕ у відповідь на російське вторгнення в Україну.[5]

Раджабов відмовився від участі в попередньому турнірі після того, як його прохання перенести змагання через пандемію COVID-19 не задовольнили. Коли турнір все ж призупинили після семи турів, він закликав відновити свою участь у турнірі. Замість цього ФІДЕ вирішила, що доречно віддати йому місце в турнірі 2022.
21 березня 2022 року комісія з етики та дисципліни ФІДЕ постановила, що Карякін порушив статтю 2.2.10 Кодексу етики ФІДЕ (завдав шкоду репутації шахів чи ФІДЕ), коли публічно підтримав російське вторгнення в Україну. За це його дискваліфікували на шість місяців, що зокрема означає його неучасть в турнірі. Апеляцію, яку подала Федерація шахів Росії, було відхилено.
За правилами місце вилученого учасника займає гравець з найвищим рейтингом ФІДЕ станом на травень 2022 року, який також зіграв хоча б тридцять рейтингових ігор за рік. Через пандемічні обмеження та проблеми з візою Дін Ліжень до середини березня зіграв лише чотири гри, але Китайська шахова асоціація організувала три заходи з ним, щоб досягти потрібного числа ігор. Після невдалої апеляції Карякіна, Ліжень отримав місце в турнірі.

## Організація
Турнір відбувся у Палаці Сантонья в Мадриді та пройшов у два кола з вісьмома учасниками, тобто тривав чотирнадцять турів, у яких кожен учасник зіграв з кожним двічі, по одному разу різними кольорами. Переможець турніру отримував право зіграти в матчі за звання чемпіона світу із шахів 2023 із чинним чемпіоном світу норвезьким гросмейстером Магнусом Карлсеном. Після турніру Карлсен вирішив не захищати титул, тому в матчі братиме участь учасник на другому місці.
Контроль часу основних ігор — 120 хвилин для перших 40 ходів, 60 хвилин для наступних 20 ходів, потім 15 хвилин для решти гри плюс додаткових 30 секунд щоходу починаючи з 60 ходу. У разі нічиї за перше місце буде проведено тай-брейк коротшими іграми.

## Результати
Першим вказано гравця білими. 
| Раунд 1 – 17 червня 2022 | Раунд 1 – 17 червня 2022 | Раунд 1 – 17 червня 2022 |
| ------------------------ | ------------------------ | ------------------------ |
| Ян-Кшиштоф Дуда          | Ріхард Раппорт           | ½–½                      |
| Дін Ліжень               | Ян Непомнящий            | 0–1                      |
| Фабіано Каруана          | Хікару Накамура          | 1–0                      |
| Теймур Раджабов          | Аліреза Фіруджа          | ½–½                      |
| Раунд 2 – 18 червня 2022 |                          |                          |
| Ріхард Раппорт           | Аліреза Фіруджа          | ½–½                      |
| Хікару Накамура          | Теймур Раджабов          | 1–0                      |
| Ян Непомнящий            | Фабіано Каруана          | ½–½                      |
| Ян-Кшиштоф Дуда          | Дін Ліжень               | ½–½                      |
| Раунд 3 – 19 червня 2022 |                          |                          |
| Дін Ліжень               | Ріхард Раппорт           | ½–½                      |
| Фабіано Каруана          | Ян-Кшиштоф Дуда          | ½–½                      |
| Теймур Раджабов          | Ян Непомнящий            | ½–½                      |
| Аліреза Фіруджа          | Хікару Накамура          | ½–½                      |
| Раунд 4 – 21 червня 2022 |                          |                          |
| Ріхард Раппорт           | Хікару Накамура          | ½–½                      |
| Ян Непомнящий            | Аліреза Фіруджа          | 1–0                      |
| Ян-Кшиштоф Дуда          | Теймур Раджабов          | ½–½                      |
| Дін Ліжень               | Фабіано Каруана          | ½–½                      |
| Раунд 5 – 22 червня 2022 |                          |                          |
| Фабіано Каруана          | Ріхард Раппорт           | ½–½                      |
| Теймур Раджабов          | Дін Ліжень               | ½–½                      |
| Аліреза Фіруджа          | Ян-Кшиштоф Дуда          | ½–½                      |
| Хікару Накамура          | Ян Непомнящий            | ½–½                      |
| Раунд 6 – 23 червня 2022 |                          |                          |
| Теймур Раджабов          | Ріхард Раппорт           | ½–½                      |
| Аліреза Фіруджа          | Фабіано Каруана          | 0–1                      |
| Хікару Накамура          | Дін Ліжень               | ½–½                      |
| Ян Непомнящий            | Ян-Кшиштоф Дуда          | 1–0                      |
| Раунд 7 – 25 червня 2022 |                          |                          |
| Ріхард Раппорт           | Ян Непомнящий            | 0–1                      |
| Ян-Кшиштоф Дуда          | Хікару Накамура          | ½–½                      |
| Дін Ліжень               | Аліреза Фіруджа          | ½–½                      |
| Фабіано Каруана          | Теймур Раджабов          | 1–0                      |

| Раунд 8 – 26 червня 2022  | Раунд 8 – 26 червня 2022 | Раунд 8 – 26 червня 2022 |
| ------------------------- | ------------------------ | ------------------------ |
| Ріхард Раппорт            | Ян-Кшиштоф Дуда          | 1–0                      |
| Ян Непомнящий             | Дін Ліжень               | ½–½                      |
| Хікару Накамура           | Фабіано Каруана          | 1–0                      |
| Аліреза Фіруджа           | Теймур Раджабов          | ½–½                      |
| Раунд 9 – 27 червня 2022  |                          |                          |
| Аліреза Фіруджа           | Ріхард Раппорт           | 1–0                      |
| Теймур Раджабов           | Хікару Накамура          | 1–0                      |
| Фабіано Каруана           | Ян Непомнящий            | ½–½                      |
| Дін Ліжень                | Ян-Кшиштоф Дуда          | 1–0                      |
| Раунд 10 – 29 червня 2022 |                          |                          |
| Ріхард Раппорт            | Дін Ліжень               | 0–1                      |
| Ян-Кшиштоф Дуда           | Фабіано Каруана          | 1–0                      |
| Ян Непомнящий             | Теймур Раджабов          | ½–½                      |
| Хікару Накамура           | Аліреза Фіруджа          | 1–0                      |
| Раунд 11 – 30 червня 2022 |                          |                          |
| Хікару Накамура           | Ріхард Раппорт           | ½–½                      |
| Аліреза Фіруджа           | Ян Непомнящий            | 0–1                      |
| Теймур Раджабов           | Ян-Кшиштоф Дуда          | ½–½                      |
| Фабіано Каруана           | Дін Ліжень               | 0–1                      |
| Раунд 12 – 1 липня 2022   |                          |                          |
| Ріхард Раппорт            | Фабіано Каруана          | ½–½                      |
| Дін Ліжень                | Теймур Раджабов          | 0–1                      |
| Ян-Кшиштоф Дуда           | Аліреза Фіруджа          | ½–½                      |
| Ян Непомнящий             | Хікару Накамура          | ½–½                      |
| Раунд 13 – 3 липня 2022   |                          |                          |
| Ян Непомнящий             | Ріхард Раппорт           | ½–½                      |
| Хікару Накамура           | Ян-Кшиштоф Дуда          | 1–0                      |
| Аліреза Фіруджа           | Дін Ліжень               | ½–½                      |
| Теймур Раджабов           | Фабіано Каруана          | ½–½                      |
| Раунд 14 – 4 липня 2022   |                          |                          |
| Ріхард Раппорт            | Теймур Раджабов          | 0–1                      |
| Фабіано Каруана           | Аліреза Фіруджа          | 0–1                      |
| Дін Ліжень                | Хікару Накамура          | 1–0                      |
| Ян-Кшиштоф Дуда           | Ян Непомнящий            | ½–½                      |

| 1 | Ян Непомнящий   | 9,5 |
| 2 | Дін Ліжень      | 8   |
| 3 | Теймур Раджабов | 7,5 |
| 4 | Хікару Накамура | 7,5 |
| 5 | Фабіано Каруана | 6,5 |
| 6 | Аліреза Фіруджа | 6   |
| 7 | Ян-Кшиштоф Дуда | 5,5 |
| 8 | Ріхард Раппорт  | 5,5 |